# Toumliline
Toumliline (franska: Toumliline (CR), Toumliline (Commune Rurale), arabiska: توفلعازت) är en kommun i Marocko.   Den ligger i provinsen Taroudannt och regionen Souss-Massa, i den centrala delen av landet, 500 km söder om huvudstaden Rabat. Antalet invånare är 2 978.